# Stazione di Trieste Campo Marzio Smistamento
La stazione di Trieste Campo Marzio Smistamento è una stazione ferroviaria posta al km 0+799 della ferrovia Trieste Campo Marzio-Trieste Aquilinia di RFI.

## Strutture e impianti
L'impianto è chiuso al servizio viaggiatori.

## Movimento
La stazione è servita solo dal traffico merci